# Josep Maria Lloret i Garrigosa
Josep Maria Lloret i Garrigosa (Girona, 5 de gener de 1862- Sant Feliu de Guíxols, 22 de setembre de 1925), fou un notari, conegut per formar part del "círcol" d'amics i col·laboradors del poeta Joan Maragall.
Va estudiar dret a la Universitat de Barcelona on es va llicenciar el 28 de juny de 1887. A la facultat coneix Joan Maragall i Gorina, amb qui establí una relació personal, primer dins del seu grup de joventut autoanomenat el "círcol" i posteriorment al llarg de tota la seva vida. Maragall va mantenir una profusa correspondència que ha permès dibuixar el pensament d'un personatge cabdal en el canvi de segle xix al xx.
Lloret es va casar amb Teresa Pla Galibern de Torroella de Montgrí.